# Верховое болото

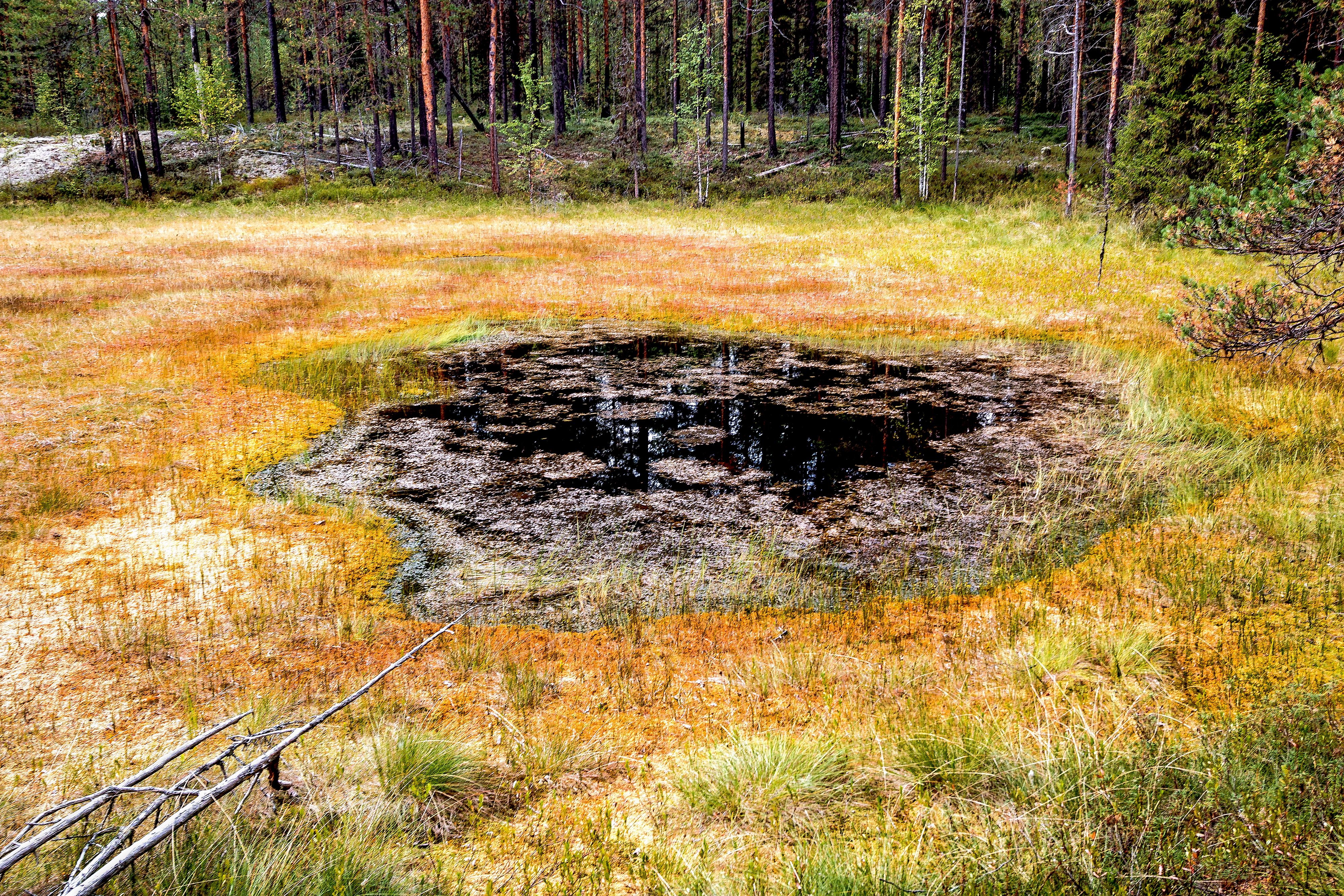
Образование Верховых болот (олиготрофные) в климатической зоне (тайга, лесотундра) Архангельской области

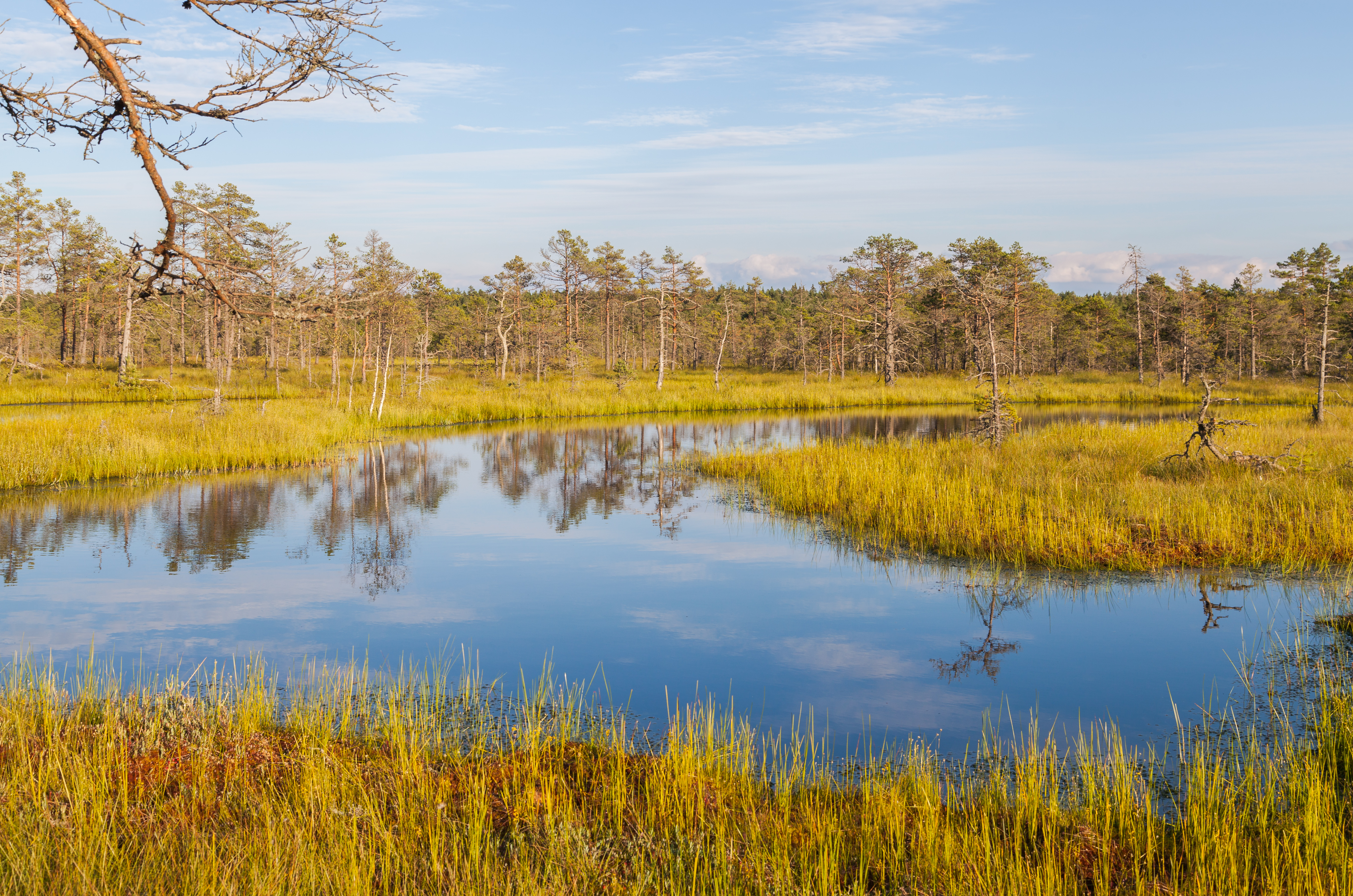
Эстония, Вируское болото

Верховы́е боло́та (олиготрофные болота) — вид болот, питание которых осуществляется атмосферными осадками (особенностью такого питания является то, что в осадках содержится очень мало минеральных солей).

## Особенности верхового болота
Верховое болото формируется при застаивании поверхностных вод на плоских понижениях водоразделов, подстилаемых водонепроницаемыми породами, например, глинами. Данный тип болот в основном располагается на водоразделах или высоких террасах рек. Питание происходит за счёт атмосферных осадков и характеризуется малым содержанием минеральных веществ (зольность верхнего слоя воды составляет менее 4 %), поскольку верховые болота не связаны с грунтовыми водами. А так как вдобавок сфагновые мхи уничтожают микробов, вода верховых болот подобна дистиллированной воде и пригодна для питья. Верховые болота отличаются более или менее хорошо выраженной выпуклостью рельефа — чередуются повышенные и пониженные участки. Их поверхность в центре является выпуклой из-за того, что сфагновые мхи, характерные для этих болот, быстрее нарастают в средней части болота с минимальной минерализацией вод. Древесный ярус отсутствует или состоит из несомкнутых сосен в карликовой болотной форме или березняка. Травяно-кустарничковый ярус состоит из берёзы карликовой, пушицы влагалищной, морошки, клюквы, подбела, багульника, голубики, росянок и др. На осушенных участках часто развиваются заросли вереска (в Европе). Верховые болота имеют мощный слой торфа и, поэтому, являются источником его добычи.
В последнее время всё большее признание находит идея охраны верховых болот в качестве накопителей и регуляторов влаги, а также заповедников флоры и фауны.

### Основные представители животного мира
Змеи — ужи и гадюки, птицы — серая цапля, чёрный аист.